# Adin Hill
Adin Hill, född 11 maj 1996, är en kanadensisk professionell ishockeymålvakt som är spelar för Vegas Golden Knights i National Hockey League (NHL).
Han har tidigare spelat för Arizona Coyotes och San Jose Sharks i NHL; Springfield Falcons, Tucson Roadrunners, San Jose Barracuda och Henderson Silver Knights i American Hockey League (AHL), Rapid City Rush i ECHL samt Portland Winterhawks i Western Hockey League (WHL).
Hill draftades av Arizona Coyotes i tredje rundan i 2015 års draft som 76:e spelare totalt.
Han vann Stanley Cup med Vegas Golden Knights för säsongen 2022–2023.